# ダイダラザウルス
ダイダラザウルス（DAIDARASAURUS）は、大阪府吹田市にある遊園地「エキスポランド」に存在したローラーコースター。

## 概要
1970年の日本万国博覧会の娯楽施設「エキスポランド」の中心施設として建設され、1967年の娯楽地区計画基本構想当初は7タイプ10コースが提案されこの内3タイプ5コースを採用。1968年10月に着工し1969年10月から試運転を実施。
恐竜の胴体の形をしたビニロン製テントで覆われた乗降場を起点にそれぞれ異なったコースを一斉に発車し同時に到着する形となっていた。名称は巨人信仰上の人物「大蛇法師」（だいだらぼー、だいだらぼっち）と恐竜を意味する「ザウルス」を合成したものとした。日本鉄鋼連盟が金銭提供を行い、三精輸送機が製造。万博開催中は人気が集中し5月23日からは1-3コースを休日のみ・4-5コースを毎日予約制をとり7月19日以降は全コース予約制としたものの乗車予約は午前中に出尽くす程の盛況を見せ乗車人員は延べ285万人以上を数えた。
万博終了後しばらく運休していたが、1972年の再開業後は3コースを撤去しNo.4（急旋回型・赤帯）・No.5（高速直進型・緑帯）の2コースで運行再開した。さらにその後、万博開催30周年事業として3億5000万円をかけ残存していた2コースの接続、新型車両の導入、巻き上げ高さを25mに高めるといった改装を施し世界最長のコースターとして2000年3月17日にリニューアル開業したが、後にナガシマスパーランドのスチールドラゴン2000に首位の座を譲った。しかし走行速度が以前と変わらないため、所要時間はおよそ7分にも及び、これは国内はおろか世界で最も乗車時間の長いジェットコースターとなっていた。
老朽化が目立っていた事や、2007年にエキスポランドで起きたジェットコースター「風神雷神II」の脱輪事故を受け、安全性を重視したアトラクションを中心とした再建計画を示していた事もあり、エキスポランド休園中の2008年5月から撤去が始まった。

## 諸元
万博開催時
- コース（682-1186m）[3]
  - No.1：からみ合い型（全長682m・最高時速40km・高さ20.455m）
  - No.2：からみ合い型（全長682m・最高時速40km・高さ20.303m）
  - No.3：演出型（全長827m・最高時速47km・高さ17.70m）
  - No.4：急旋回型（全長1,121m・最高時速61km・高さ27.70m）
  - No.5：直線高速型（全長1,186m・最高時速65km・高さ26.04m）
- 車両：6人乗り×7両5編成[3]
- 乗降場テント[5]
  - 材質：キャンバス材
  - テントサイズ：縦65m×横20m×高さ6m
  - 支柱数：10本
  - 併設施設：スナックシェルター、室内遊技場

2コース時代
- コース全長
  - 第1コース：1140m
  - 第2コース：1205m
- 車両：6人乗り×5両2編成
- 輸送能力：1時間600人
- 最大時速：65km
- 動力：約100kw

撤去直前時
- 全長 - 2,340m[4]
- 高さ - 25m[4]
- 最高時速 - 72.5km[4]
- 車両：4人乗り✕5両2編成[4]
  - 青と赤・オレンジの2編成とし流線型デザインを取り入れた[4]。
- 輸送能力：1時間400人[4]